# Mina (llengua)
L'idioma Mina es parla al Nord del Camerun. A l'Índia també hi ha un idioma amb el mateix nom. En ISO 639-3 es distingeixen referint-se a aquest idioma com a Mina (Camerun) i a l'altre com a Mina (Índia)
La llengua mina—també coneguda en la bibliografia lingüística amb els noms de Hina i Besleri—està classificada com a llengua txadiana (una part de l'ampli grup afroasiàtic). A més, la llengua està classificada com a membre del grup Biu-Mandara, subgrup A, branca A7.
La llengua es parla al nord del Camerun per una població estimada d'unes 10.000 persones. Frajzyngier i Johnston (2005) defineix tres dialectes del mina: Marbak, Kefedjevreng i Dzundzun, mentre que Ethnologue defineix els tres dialectes següents Besleri, Jingjing (Dzumdzum), Gamdugun. Mentre que la relació entre els noms Jingjing i Dzundzun és clara, la relació entre els altres quatre no està clara. La mútua intel·ligibilitat entre els dialectes és difícil de determinar, però Frajzyngier i Johnston (2005:3) demostren una intel·ligibilitat unidireccional entre Dzundzun i mina (suposadament el dialecte Marbak).
Els parlants de mina són, generalment, bilingües, amb el Ful com a segona llengua. Sovint el ful s'uneix al Francès com a tercera llengua amb els parlants que tenen educació